# 나이트 런닝맨
《나이트 런닝맨》(영어: Night of the Running Man)은 1995년 개봉한 미국의 범죄 스릴러 영화이다. 1995년 1월 19일 HBO에서 첫 방영된 후 비디오로 출시되었다. 앤드루 매카시가 마피아로부터 훔친 거액의 돈을 우연히 발견하게 되는 택시 운전사 역을 맡았다. 마피아가 자신을 표적으로 삼자 그는 달아난다.

## 줄거리
라스베이거스 택시 운전사 제리 로건은 공항으로 급히 가려는 승객을 태우는데, 이 승객은 사실 마피아와 연결된 카지노 매니저 앨 체임버스에게서 거액의 돈을 훔친 도둑이었다. 사실 이 돈은 체임버스는 마피아 보스인 오거스트 거리노의 돈을 빼돌린 것이었고, 거리노가 이를 알게 될 경우 살해당할 것이 두려워진 체임버스는 돈을 되찾기 위해 암살자들을 보낸다. 도둑은 살해당하지만 제리는 돈을 가지고 도망치는 데 성공한다.
체임버스는 베테랑 암살자 데이비드 엑하트를 새로 고용해 추적하지만 제리는 기차를 타고 도시를 떠나 도주한다. 도망치기 전 제리는 한 식당 종업원에게 자신의 행선지를 털어놓게 되고, 이를 알아낸 엑하트는 그녀를 살해한 후 제리를 쫓는다.
솔트레이크 시티에서 엑하트는 제리를 붙잡았다가 놓치고, 제리는 로스앤젤레스행 비행기에 탑승한다. 로스앤젤레스에서 엑하트는 동료 데릭 밀스를 통해 공항 택시 기사들을 전부 매수하고, 제리는 밀스의 택시에 납치당한다. 밀스는 도주를 불가능하게 만들려고 제리의 발을 끓는 물에 담가 화상을 입히지만 제리는 밀스를 제압한 뒤 돈을 가지고 탈출한다. 의식을 잃고 길가에 쓰러진 제리는 병원으로 이송되고, 그곳에서 간호사 크리스 올트먼을 만난다. 올트먼은 제리의 상처를 치료하고 그를 엑하트의 추적으로부터 숨겨 준다. 같은 병원에 있던 밀스는 올트먼이 제리의 안전을 위해 그를 호텔로 데려갔다는 얘기를 엿듣고 이를 엑하트에게 알린다.
제리가 올트먼에게 떠나라고 하는 와중에 엑하트가 들이닥치면서 둘은 함께 도망쳐 돈을 안전 금고에 맡긴 후 올트먼의 집으로 향한다. 둘이 올트먼의 집에서 하룻밤을 보내고 다음 날 아침 깨어나자 엑하트가 부엌에서 나타난다. 제리는 엑하트에게 돈을 나누어 갖는 대가로 자신과 올트먼을 살려달라고 제안한다. 엑하트는 이를 받아들이고 라스베이거스로 돌아간 뒤 거리노의 명령에 따라 체임버스와 그의 아내를 살해한다. 엑하트가 로스앤젤레스에 돌아오자 제리는 매복을 시도하다가 실패한다. 제리가 순순히 돈을 내놓치 않자 엑하트는 밀스에게 올트먼을 폭행하라고 지시하고, 제리는 돈을 지하실에 숨겼다고 밝힌다. 밀스가 자신이 돈을 찾아오겠다고 하자 엑하트는 밀스를 죽인다.
엑하트와 제리는 지하실로 간다. 제리는 엑하트의 무기를 빼앗지만 흥분한 엑하트는 제리와 육탄전을 벌인다. 어둠 속에서 엑하트는 칼을 들고 제리를 위협하고, 제리는 엑하트에게 기습을 가하지만 엑하트는 제리를 쉽게 제압한다. 엑하트가 결정적인 일격을 가하려는 순간 제리가 휘두른 나무 판자에 박힌 못이 엑하트를 찔러 죽인다. 제리와 올트먼은 가명을 사용해 현금으로 항공권을 구입하고 해외로 떠난다.

## 출연진
- 스콧 글렌 - 데이비드 엑하트 역
- 앤드루 매카시 - 제리 로건 역
- 재닛 건 - 크리스 올트먼 역
- 웨인 뉴턴 - 오거스트 거리노 역
- 존 글러버 - 데릭 밀스 역
- 토드 서스먼 - 마이어 와이스 역
- 주디스 채프먼 - 로즈 체임버스 역
- 킴 랭크퍼드 - 종업원 역